# Jambinai
Jambinai és un grup de música coreà creat el 2009 quan els membres del trio coreà es van plantejar de quina manera podien actualitzar la tradició musical del seu país i portar-la al segle XXI. Una formació de rock experimental que fa servir instruments tradicionals coreans com el piri (una mena d'oboè), l'haegum (similar al violí) i el geomungo (parent de la cítara). Convertits en quintet en directe, la seva mescla de post-rock i músiques del món beu també del metal i la música electrònica. El 2012 van publicar el seu debut, Différance, i estan treballant (2015) en el que serà el seu segon àlbum.